# Gerhard Fritsch
Gerhard Fritsch (ur. 28 marca 1924 w Wiedniu, zm. 22 marca 1969 tamże) – austriacki pisarz, krytyk literacki; tworzył powieści ukazujące złożoność spraw tradycji i postępu (Moos auf den Steinen) dewaluujące wzory tradycjonalne, zwłaszcza regionalizm. Pisał również lirykę oraz krytycznoliterackie eseje.